# Атака дронов на базу Черноморского флота в Севастополе 29 октября 2022 года
Атака украинских дронов на корабли Черноморского флота ВМФ России на военно-морской базе в Севастополе 29 октября 2022 года стала первой в истории войны на море операцией, в которой воздушные и морские беспилотники использовались скоординировано для поражения военного флота противника на стоянке.
По данным разведки по открытым источникам, украинским дронам удалось преодолеть оборону порта Севастополя и поразить не менее 3 кораблей, в том числе, флагман Черноморского флота сторожевой корабль «Адмирал Макаров» и морской тральщик «Иван Голубец».
Власти Украины утверждали, что атака на базу Черноморского флота в Севастополе стала первой морской операцией, осуществлённой исключительно беспилотными аппаратами.

## Предыстория
О том, что Украина располагает морскими беспилотниками, стало известно в сентябре 2022 года, когда один из подобных аппаратов вынесло на берег Круглой бухты в нескольких километрах от Севастополя. Дрон украинской разработки (подобный тем, что использовались в атаке 29 октября) представлял собой полупогружную закрытую лодку длиной длиной около 5,4 м с корпусом из углепластика и водомётным движителем от гидроцикла, оснащённую системой камер и спутниковой антенной. Устройство несло порядка 50—65 кг взрывчатки и использовало детонаторы от советской авиабомбы ФАБ-500. Конструкция аппарата была заточена под скорость, а компактность (по меркам морских устройств) была призвана сделать его малозаметным для радаров.

## Ход событий
Атака беспилотников на корабли Черноморского флота ВМФ России (ЧФ) на стоянке в бухте Севастополя началась в 4:20 утра 29 октября 2022 года. В ней приняло участие 9 БПЛА и 7 безэкипажных надводных аппаратов. На основе опубликованных вскоре после атаки видео с камер беспилотников OSINT-специалисты определили, что повреждения получили по меньшей мере 3 корабля: флагман «Адмирал Макаров» был атакован во время манёвров вне базы, морской тральщик «Иван Голубец» — на стоянке, ещё одно неидентифицированное судно во время движения через гавань.
В Минобороны России сперва заявили об отражении атаки, а затем — о незначительных повреждениях, которые получили «Иван Голубец» и боновое заграждение. Однако, как следует из видеозаписей, к «Адмиралу Макарову» и ещё одному судну дроны подошли с кормы, что даже при недостаточной для потопления судна массе взрывчатки позволяло серьёзно повредить гребные винты или систему передачи энергии движения от машин до винта (что потребует затяжного — до нескольких лет — ремонта). О том, что «Адмирал Макаров» и ещё один корабль могли получить серьёзные повреждения, сообщали российские и американские источники CNN. Волонитёры из GeoConfirmed подсчитали, что российской стороне предположительно удалось сбить два аппарата.
Как следует из оценок военных экспертов, успех украинской атаки обеспечила координация воздушных и морских дронов и неподготовленность российских военных. По данным спутниковых снимков, накануне атаки военные корабли в гавани были пришвартованы почти вплотную — как в мирное время, без учёта рисков нападения. Украинские дроны смогли преодолеть незамеченными более 150 км от Очакова до Севастополя, что может свидетельствовать о неэффективности российской разведки в районе порта. Недостаточными оказались меры, которые российские военные предприняли после обнаружения в сентябре выброшенного на берег дрона — дополнительное боновое заграждение и дополнительный боевой дельфин в патруле у входа в гавань. Так, заграждение вероятно удалось преодолеть ценой подрыва одного из морских дронов.

## Последствия
После атаки активность Черноморского флота в районе Севастополя заметно снизилась, количество ракетных пусков сократилось. Минобороны России увеличило число боновых заграждений, а вместо лёгких катеров погранслужбы ФСБ в патрулях были замечены корабли ВМФ. Также местные власти закрыли жителям Севастополя доступ к трансляциям с городских камер наблюдения под предлогом, что это позволяет украинским военным обнаруживать системы обороны города.
Сообщалось, что после атаки часть кораблей Черноморского флота была переведена из Севастополя в Новороссийск. Впрочем, уже 18 ноября украинские морские беспилотники предположительно атаковали нефтяной терминал в непосредственной близости от военной гавани Новороссийского морского порта.

## Реакция

### Россия
Россия обвинила в атаке Украину и Великобританию: операцию якобы организовали и координировали британские специалисты — те же, что будто бы были причастны к подрыву газопроводов «Северный поток — 1» и «Северный поток — 2». Власти Великобритании назвали эти заявления ложью эпического масштаба.
Спустя несколько часов после атаки Россия заявила о приостановке участия в Черноморской зерновой инициативе — соглашении о безопасном вывозе сельхозпродуктов из украинских портов для предотвращения продовольственного кризиса. Так, российские дипломаты объявили, что атакованные корабли были задействованы в охране конвоев (ракетный крейсер «Адмирал Макаров» — носитель ракет «Калибр», задействованный в ударах по украинским городам) и что после украинского нападения она не сможет гарантировать безопасность движения судов в зерновом коридоре. Также российские официальные лица заявили, что беспилотники двигались в зоне безопасности зернового коридора, а один из них якобы был запущен с сухогруза с украинским зерном.
Последнее вскоре опроверг глава гуманитарного агентства ООН Мартин Гриффитс: накануне и во время атаки судов в зерновом коридоре не было. Также международный чиновник отметил, что зерновой коридор как таковой не даёт защиты или прикрытия от каких-либо наступательных или оборонительных действий.
Остальные участники зерновой сделки (ООН, Турция и Украина) проигнорировали демарш российских властей и продолжили формировать и отправлять конвои с зерном под защитой ВМФ Турции. Реджеп Тайип Эрдоган публично заявил, что зерновой экспорт продолжится независимо от участия России. Агентство Reuters отмечало, что Россия оказалась под серьёзным дипломатическим давлением Турции, и спустя несколько дней Владимир Путин сообщил о добровольном возвращении в зерновую сделку. Президент России утверждал, что получил какие-то гарантии от Украины, украинская сторона наличие договорённостей отрицала.
31 октября Россия нанесла очередной массированный ракетный удар по объектам критической гражданской инфраструктуры в 10 регионах Украины. Владимир Путин подчеркнул, что обстрелы гражданских объектов стали ответом на удар по кораблям ЧФ в Севастополе.

### Украина
Украинские власти официально не подтверждали, но и не опровергали свою причастность к инциденту.
Спустя 2 недели после атаки, 11 ноября Владимир Зеленский запустил на краудфандинговой платформе United24 кампанию по сбору средств для создания флота из 100 морских беспилотников для обороны морских территорий Украины и защиты украинских городов от ударов крылатых ракет морского базирования. Была объявлена стоимость серийного дрона — 10 млн гривен (около 250 тысяч долларов) с учётом наземной станции управления и систем обработки данных. Средства на один из них собрало NAFO — интернет-сообщество, которое борется в интернете с российской пропагандой и дезинформацией о вторжении России в Украину. Этот дрон получил имя Raccoon's Revenge (англ. Месть Енота), которое отсылает к еноту, украденному россиянами из Херсонского зоопарка во время отступления России из Херсона.

## Оценки
Украинские дроны не были первыми лодками-камикадзе, но сочетание их концептуальной простоты и продвинутой тактики отличали украинскую операцию от прошлых примеров асимметричной войны на море.
В успешной атаке на корабли ЧФ в Севастополе военные эксперты увидели будущее войны на море, в котором значительно вырастет роль дронов. ВМС многих стран и прежде экспериментировали с беспилотными аппаратами, но воспринимали их как средства разведки или низкотехнологичное оружие заведомо более слабого противника. Украинская операция продемонстрировала, как дроны могут быть использованы в организованной атаке. В этом контексте её сравнивали с атакой Таранто, которая изменила роль авиации в морской войне и стала образцом при планировании японского нападения на Перл-Харбор.
Хотя атака вероятно нанесла ограниченный материальный ущерб, она имела большое символическое значение и могла подорвать ощущение безопасности в Крыму подобно уничтожению военных самолётов на аэродроме «Саки» 9 августа 2022 года, нападению беспилотника на штаб Черноморского флота 21 августа и подрыву Керченского моста 8 октября.
Украинская операция вновь подняла вопрос перспектив Черноморского флота, который утратил своё стратегическое значение ещё в 1960-х годах с появлением у стран НАТО дальнобойных противокорабельных ракет, способных поражать цели в любой части Чёрного моря. После начала российского вторжения Турция закрыла черноморские проливы для российских военных судов и изолировала ЧФ в небольшой акватории. В апреле 2022 года флот потерял флагман, в июне — единственное территориальное приобретение (остров Змеиный). Неспособные выполнять боевые задачи у вражеского побережья, корабли ЧФ оказались заперты в собственной гавани в качестве платфоом для запуска крылатых ракет — дорогих и негибких в сравнении с авиацией. Удар беспилотников оказался чувствительным для ЧФ, поскольку продемонстрировал, что даже в защищённом порту российский флот не может чувствовать себя в безопасности.
Эффективность
По украинским данным стоимость морских дронов, примененных в Севастополе, составляет примерно $250,000; для сравнения стоимость одной антикорабельной ракеты измеряется в миллионах долларов. При этом дрон может нести до 200 кг взрывчатки и, в отличие от ракеты, наносит поражение не надстройкам мишени, а корпусу в районе ватерлинии, что грозит массированным затоплением отсеков или даже потоплением атакуемого судна.

## Последующие события
22 марта 2023 года надводные беспилотники вновь атаковали российскую военную инфраструктуру в Севастополе.